# Carl Friedrich August Kühnscherf

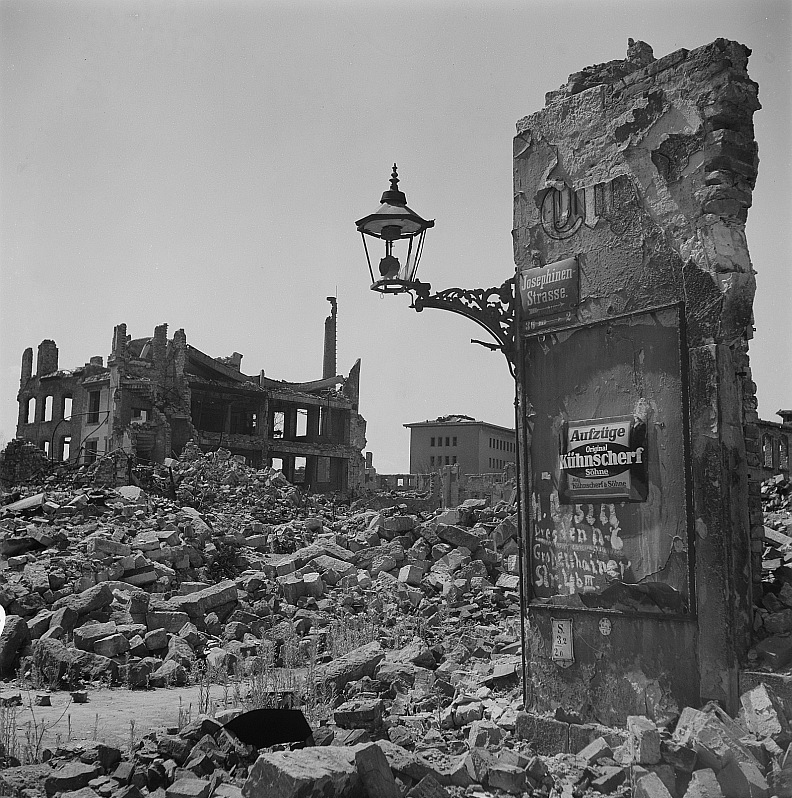
Werbeschild für „Aufzüge Kühnscherf“ an einer Ruine an der Josephinenstraße in Dresden (nach 1945)

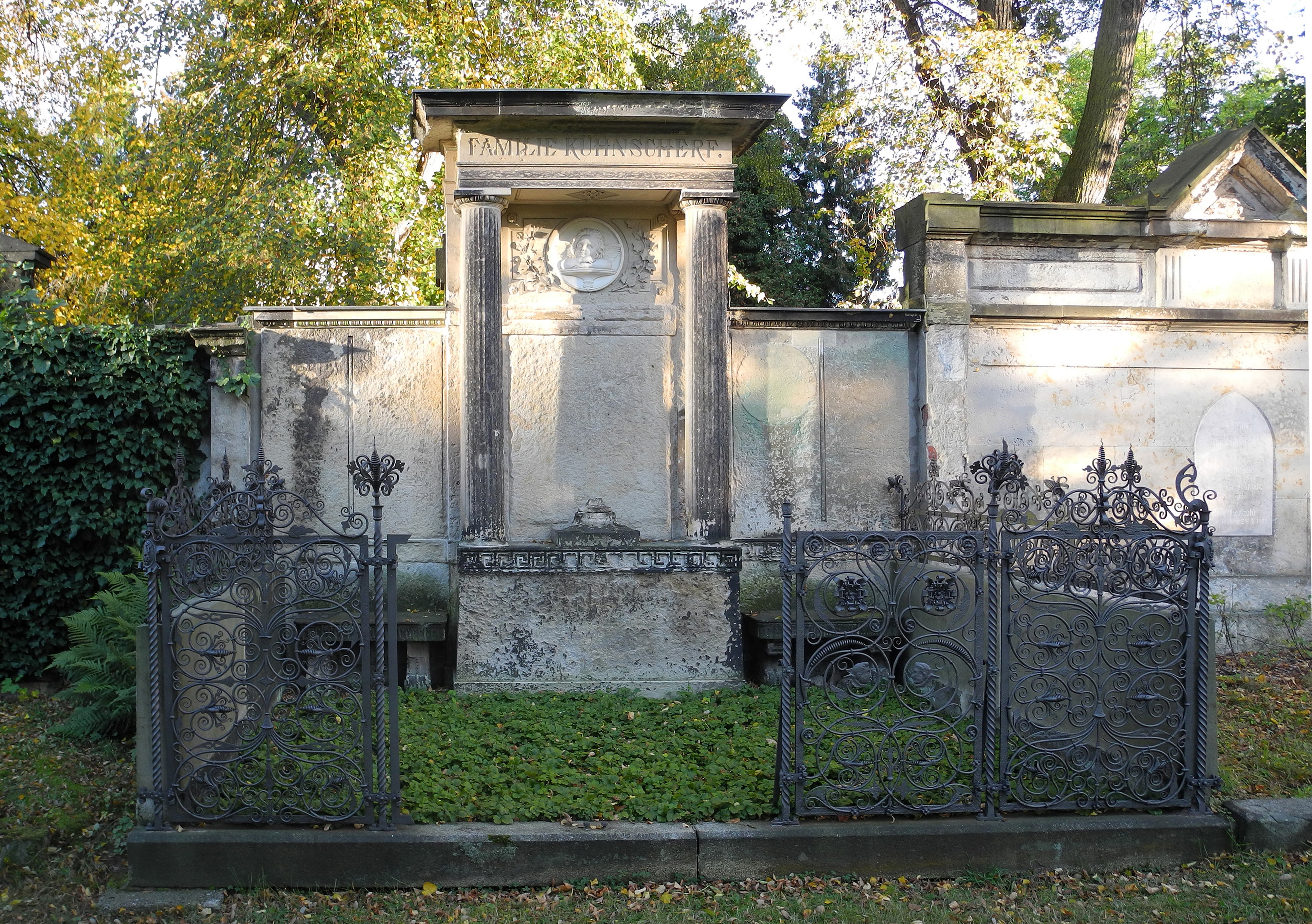
Grabstätte der Familie Kühnscherf

Carl Friedrich August Kühnscherf (* 8. Januar 1808 in Stadt Wehlen; † 13. November 1879 in Dresden) war ein deutscher Schlosser und Unternehmer, der als Obermeister der Dresdner Schlosserinnung vorstand und dort als „Schlosserkönig“ galt.

## Historie
Carl Friedrich August Kühnscherf war Sohn eines Leinewebers. Das Schlosserhandwerk erlernte er bei Obermeister Bose in der Dresdener Scheffelgasse. Er gründete 1840 eine eigene Schlosserwerkstatt im Gebäude Wilsdruffer Gasse 28.
Es wurden Kunstschmiedearbeiten angefertigt, die teilweise noch heute erhalten sind, wie das Eingangstor am Dresdner Residenzschloss oder das Tor zur Villa Eschebach. Von 1861 bis 1863 arbeitete Hermann Rietschel in dem Betrieb und erhielt hier seine berufliche Ausbildung als Schlosser.
1873 zog das Unternehmen auf das Grundstück Große Plauensche Straße 20–26 in der Seevorstadt um. Ab 1870 änderte sich das Produktionsprofil, und es wurden Aufzüge gebaut. Einer der bekanntesten ist der 1904–1905 errichtete Personenaufzug Bad Schandau. Auch Sammlungs- und Ausstellungsmöbel, Museumsschränke und -vitrinen wurden damals hergestellt. Das Unternehmen firmierte bis ins 20. Jahrhundert als August Kühnscherf & Söhne und stand nach dem Tod des Unternehmensgründers unter der Leitung seiner Söhne Karl Friedrich Emil (1845–1928) und Wilhelm. 1928 übernahm Alexander Kühnscherf, der Sohn von Emil Kühnscherf, die Leitung. Am 13. Februar 1945 wurden die gesamte Anlage in der Seevorstadt durch den Bombenangriff zerstört, bei dem auch Alexander Kühnscherf und seine Familie starben. 1952 wurde der Betrieb verstaatlicht.

## Werke (Auswahl)

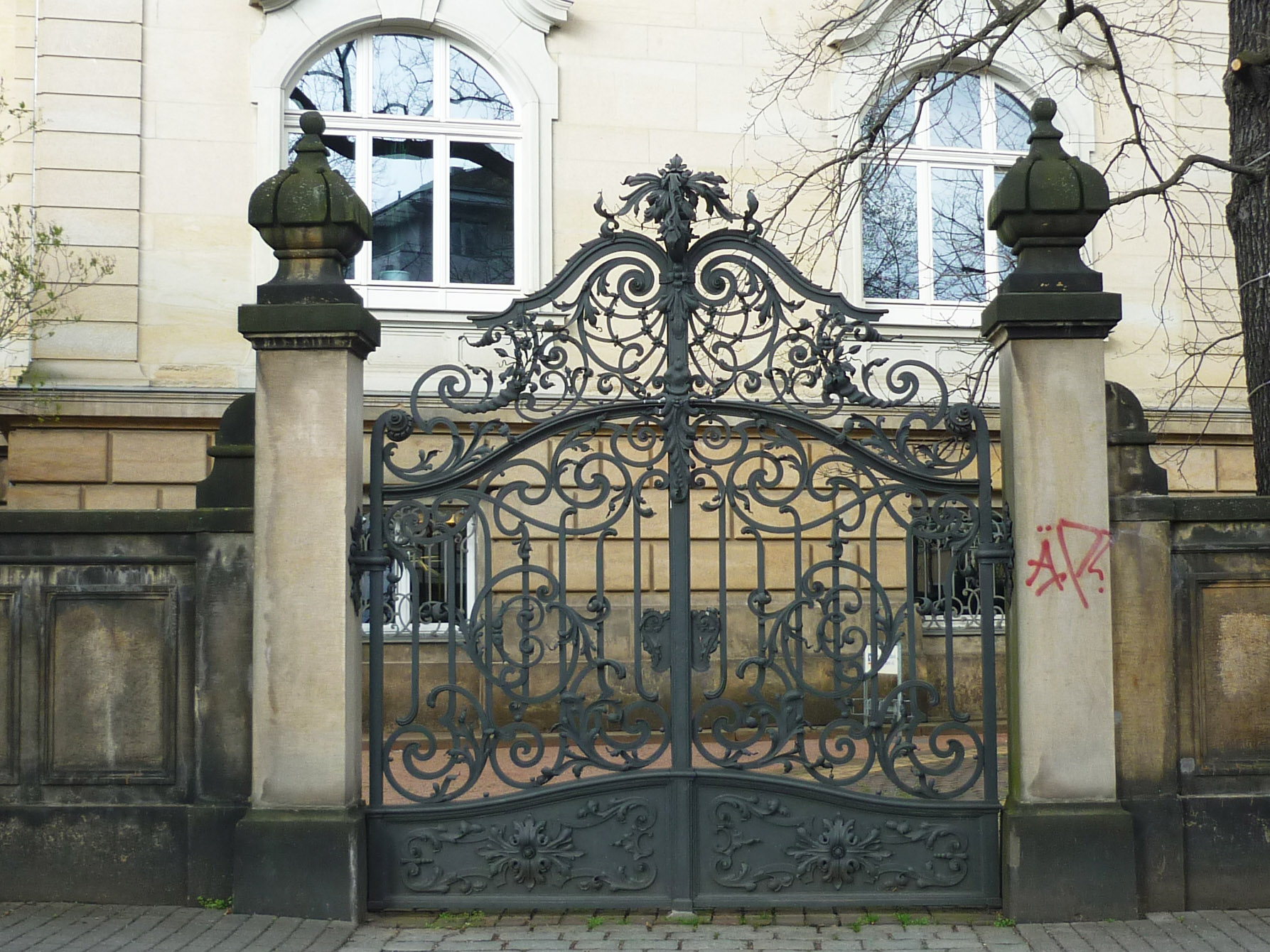
Tor an der Villa Eschebach am Albertplatz in Dresden-Neustadt

- Gitter am Germania-Denkmal und beide Kandelaber auf dem Dresdner Altmarkt, um 1880, 1945 zerstört
- Eingangstor und schmiedeeiserner Zaun am Residenzschloss Dresden, um 1890 (Rekonstruktion durch die Kunstschmiede Schlegel)
- Schmiedearbeiten an der Villa Rothermundt in Blasewitz, 1897
- Tor zur Villa Eschebach, um 1904
- Personenaufzug Bad Schandau, 1905
- Aufzug (Standseilbahn) am Lingnerschloss, 1907 (zerstört)
- Aufzüge in den Ernemann-Werken, um 1920

Für die künstlerischen Entwürfe war meist der Architekt Hugo Gruhl zuständig.